# Macedônia do Norte nos Jogos Olímpicos de Verão de 2020
Macedônia do Norte deverá competir nos Jogos Olímpicos de Verão de 2020 em Tóquio. Originalmente programados para ocorrerem de 24 de julho a 9 de agosto de 2020, os Jogos foram adiados para 23 de julho a 8 de agosto de 2021, por causa da pandemia COVID-19. Será a sétima participação consecutiva da nação nos Jogos e a primeira sob a nova nomenclatura.

## Competidores
Abaixo está a lista do número de competidores nos Jogos.
| Esporte   | Masculino | Feminino | Total |
| --------- | --------- | -------- | ----- |
| Atletismo | 1         | 0        | 1     |
| Caratê    | 0         | 1        | 1     |
| Judô      | 0         | 1        | 1     |
| Lutas     | 1         | 0        | 1     |
| Natação   | 1         | 1        | 2     |
| Taekwondo | 1         | 0        | 1     |
| Tiro      | 1         | 0        | 1     |
| Total     | 5         | 3        | 8     |

## Atletismo
A Macedônia do Norte recebeu uma vaga de universalidade da World Athletics para enviar um atleta às Olimpíadas.
- Nota– As posições para os eventos de pista são em relação à bateria do atleta
- Q = Qualificado para a próxima fase
- q = Qualificado para a próxima fase como o perdedor mais rápido ou, em eventos de campo, pela posição sem atingir o alvo para qualificação
- NR = Recorde nacional
- N/A = Fase não aplicável para o evento
- Bye = Atleta não precisou disputar aquela fase

Eventos de pista e estrada
| Atleta         | Evento          | Eliminatória | Eliminatória | Semifinal | Semifinal | Final     | Final   |
| Atleta         | Evento          | Resultado    | Posição      | Resultado | Posição   | Resultado | Posição |
| -------------- | --------------- | ------------ | ------------ | --------- | --------- | --------- | ------- |
| Jovan Stojoski | 400 m masculino |              |              |           |           |           |         |

## Caratê
A Macedônia do Norte recebeu uma vaga da Comissão Tripartite para enviar Puleksenija Jovanoska no kata feminino para as Olimpíadas.
| Atleta                | Evento        | Fase de grupo        | Fase de grupo        | Fase de grupo        | Fase de grupo        | Fase de grupo | Semifinais           | Final                | Final   |
| Atleta                | Evento        | Adversário Resultado | Adversário Resultado | Adversário Resultado | Adversário Resultado | Posição       | Adversário Resultado | Adversário Resultado | Posição |
| --------------------- | ------------- | -------------------- | -------------------- | -------------------- | -------------------- | ------------- | -------------------- | -------------------- | ------- |
| Puleksenija Jovanoska | Kata feminino |                      |                      |                      |                      |               |                      |                      |         |

## Judô
A Macedônia do Norte inscreveu uma judoca no torneio olímpico após receber uma vaga pela Comissão Tripartite da International Judo Federation.
| Arbresha Rexhepi | −52 kg feminino |  |  |  |  |  |  |  |

## Lutas
Pela primeira vez desde Pequim 2008, a Macedônia do Norte qualificou um lutador para a categoria livre 97 kg masculino, após terminar entre os seis melhores do Campeonato Mundial de Lutas de 2019. 
Chave:
- VT (pontos de classificação: 5–0 ou 0–5) – Vitória por queda
- VB (pontos de classificação: 5–0 ou 0–5) – Vitória por lesão (VF por WO, VA por desistência ou desqualificação)
- PP (pontos de classificação: 3–1 ou 1–3) – Decisão por pontos – o perdedor com pontos técnicos.
- PO (pontos de classificação: 3–0 ou 0–3) – Decisão por pontos – o perdedor sem pontos técnicos.
- ST (pontos de classificação: 4–0 ou 0–4) – Grande superioridade – o perdedor sem pontos técnicos e uma margem de vitória de pelo menos 8 (Greco-Romana) ou 10 pontos (livre).
- SP (pontos de classificação: 4–1 ou 1–4) – Superioridade técnica – o perdedor com pontos técnicos e uma margem de vitória de pelo menos 8 (Greco-Romana) ou 10 pontos (livre).

Luta livre masculino
| Atleta              | Evento | Oitavas de final     | Quartas de final     | Semifinal            | Repescagem           | Final / BM           | Final / BM |
| Atleta              | Evento | Adversário Resultado | Adversário Resultado | Adversário Resultado | Adversário Resultado | Adversário Resultado | Posição    |
| ------------------- | ------ | -------------------- | -------------------- | -------------------- | -------------------- | -------------------- | ---------- |
| Magomedgadzhi Nurov | −97 kg |                      |                      |                      |                      |                      |            |

## Natação
A Macedônia recebeu vaga de universalidade da FINA para enviar os nadadores de maior ranking (um por gênero) em seus respectivos eventos individuais nas Olimpíadas, baseado no Sistema de Pontos da FINA de 28 de junho de 2021.
| Atleta                 | Evento                | Eliminatória | Eliminatória | Semifinal | Semifinal | Final | Final   |
| Atleta                 | Evento                | Tempo        | Posição      | Tempo     | Posição   | Tempo | Posição |
| ---------------------- | --------------------- | ------------ | ------------ | --------- | --------- | ----- | ------- |
| Filip Derkovski        | 400 m livre masculino |              |              |           |           |       |         |
| Mia Blazhevska Eminova | 100 m livre feminino  |              |              |           |           |       |         |

## Taekwondo
A Macedônia do Norte inscreveu um atleta para competir no taekwondo pela primeira vez na história. Dejan Georgievski garantiu uma vaga na categoria +80 kg masculino após terminar entre os dois melhores do Torneio Europeu de Qualificação Olímpica de 2021 em Sófia, Bulgária.
| Atleta            | Evento           | Oitavas-de-final     | Quartas-de-final     | Semifinais           | Repescagem           | Final / BM           | Final / BM |
| Atleta            | Evento           | Adversário Resultado | Adversário Resultado | Adversário Resultado | Adversário Resultado | Adversário Resultado | Posição    |
| ----------------- | ---------------- | -------------------- | -------------------- | -------------------- | -------------------- | -------------------- | ---------- |
| Dejan Georgievski | +80 kg masculino |                      |                      |                      |                      |                      |            |

## Tiro
A Macedônia do Norte recebeu um convite da Comissão Tripartite para enviar um atirador da pistola masculina para as Olimpíadas, contanto que a marca de qualificação mínima (MQS) fosse atingida até 5 de junho de 2021.
| Atleta            | Evento                       | Qualificação | Qualificação | Final  | Final   |
| Atleta            | Evento                       | Pontos       | Posição      | Pontos | Posição |
| ----------------- | ---------------------------- | ------------ | ------------ | ------ | ------- |
| Borjan Brankovski | Pistola de ar 10 m masculino |              |              |        |         |

Legenda de Qualificação: Q = Qualificado à fase seguinte; q = Qualificado à medalha de bronze (espingarda)